# 예니 말라티아스포르

예니 말라티아스포르(튀르키예어: Yeni Malatyaspor)는 터키 말라티아 주를 연고로 하는 터키의 프로 축구 클럽이다. 1986년 창설되었다.

## 선수 명단

### 현역
참고: FIFA 자격 규정에 따라 소속된 국가대표팀 국기를 표시합니다. 선수는 복수의 FIFA 비회원국 국적을 가지고 있을 수 있습니다.
| 번호 | 포지션 | 국적     | 이름            |
| ---- | ------ | -------- | --------------- |
| 1    | GK     | 튀르키예 | 압둘사메드 담루 |

| 번호 | 포지션 | 국적 | 이름 |
| ---- | ------ | ---- | ---- |

## 역대 감독
| 감독          | 임기        |
| ------------- | ----------- |
| 함자 함자올루 | 2020 ~ 2021 |